# George ten Berge
Bernardus George ten Berge (Alkmaar, 10 september 1825 – aldaar, 24 november 1875) was een Nederlands schilder, tekenaar en lithograaf. Hij wordt in de literatuur ook vermeld als Bernardus Gerardus ten Berge.

## Leven en werk
Ten Berge was een zoon van goud- en zilversmid Bernardus ten Berge en Francina Diepen. Hij kreeg les van de schilder Pieter Plas, een van zijn zwagers. Een andere zwager was de schilder Willem Vester. Ten Berge schilderde en tekende vooral stalinterieurs en landschappen met vee. In 1862 bracht hij zes lithografieën uit met stadsgezichten van Alkmaar.
Vanaf 1850 nam Ten Berge deel aan diverse tentoonstellingen van Levende Meesters. Op twee korte perioden in Amsterdam (1852, 1857) na, woonde hij zijn hele leven in Alkmaar. Hij was lid van het Alkmaars Tekengenootschap Kunst Zij Ons Doel.
Ten Berge overleed op 50-jarige leeftijd. Werk van hem is opgenomen in de collecties van het Stedelijk Museum Alkmaar, Kröller-Müller Museum en het Rijksprentenkabinet.

## Enkele werken

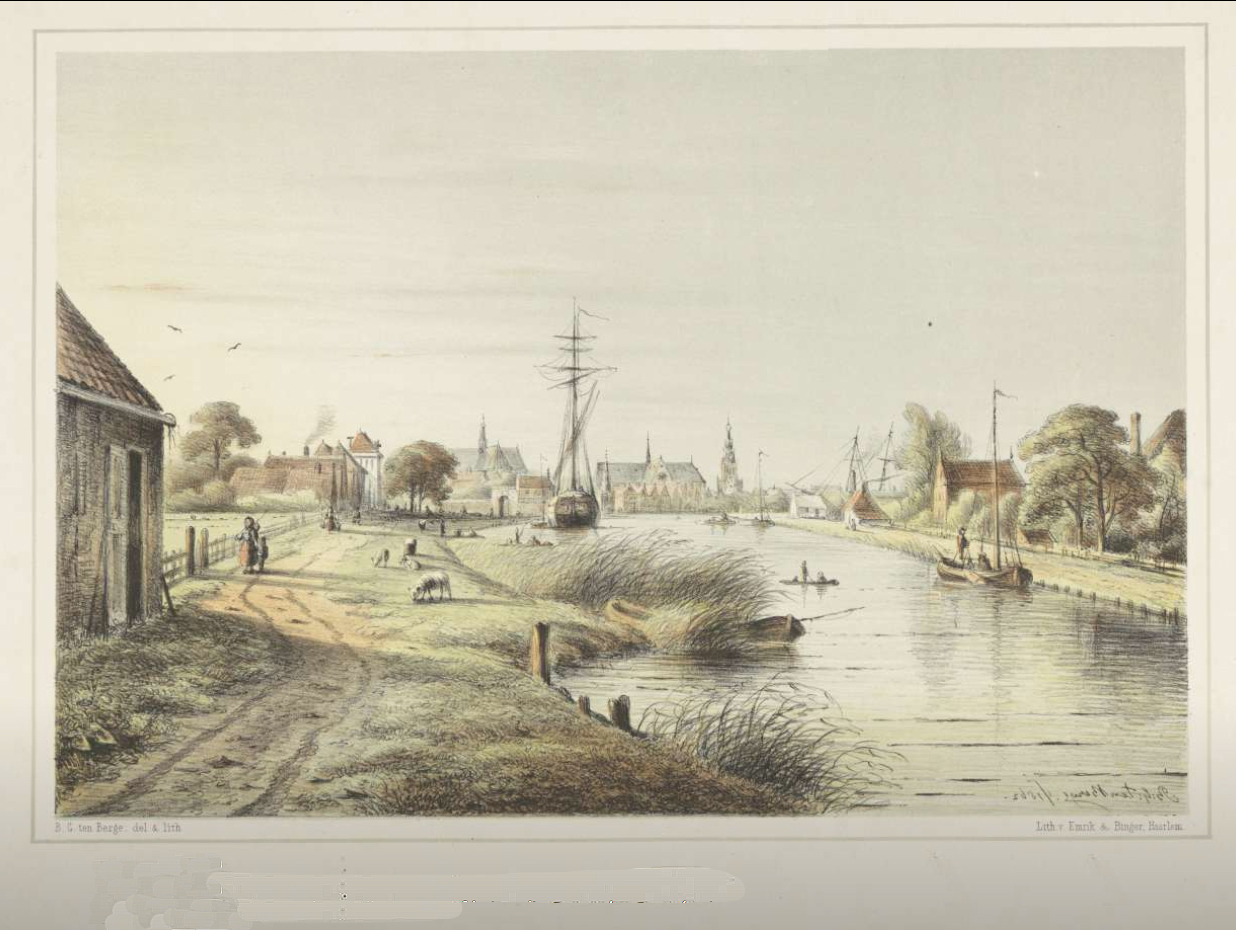
Gezicht op Alkmaar
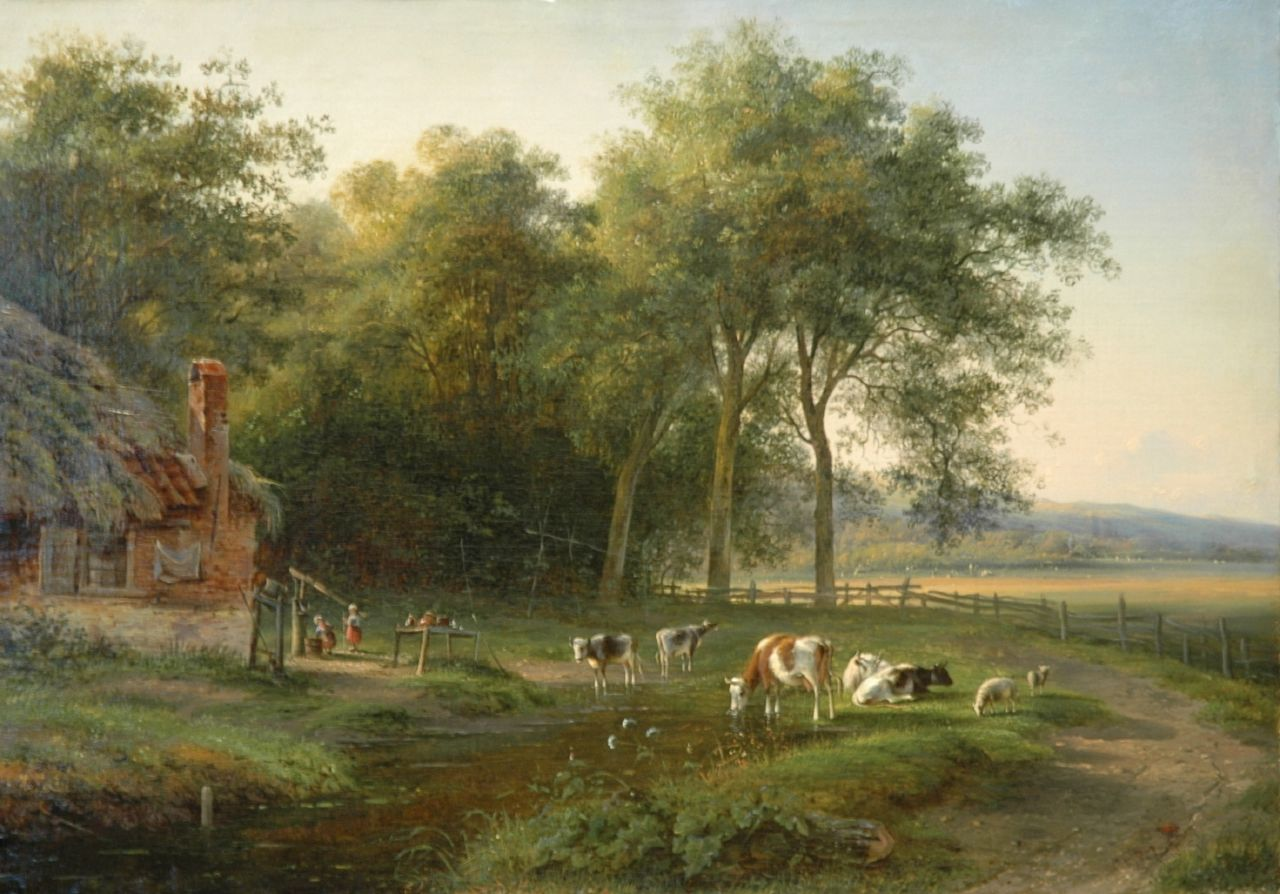
Vee in een zomers landschap
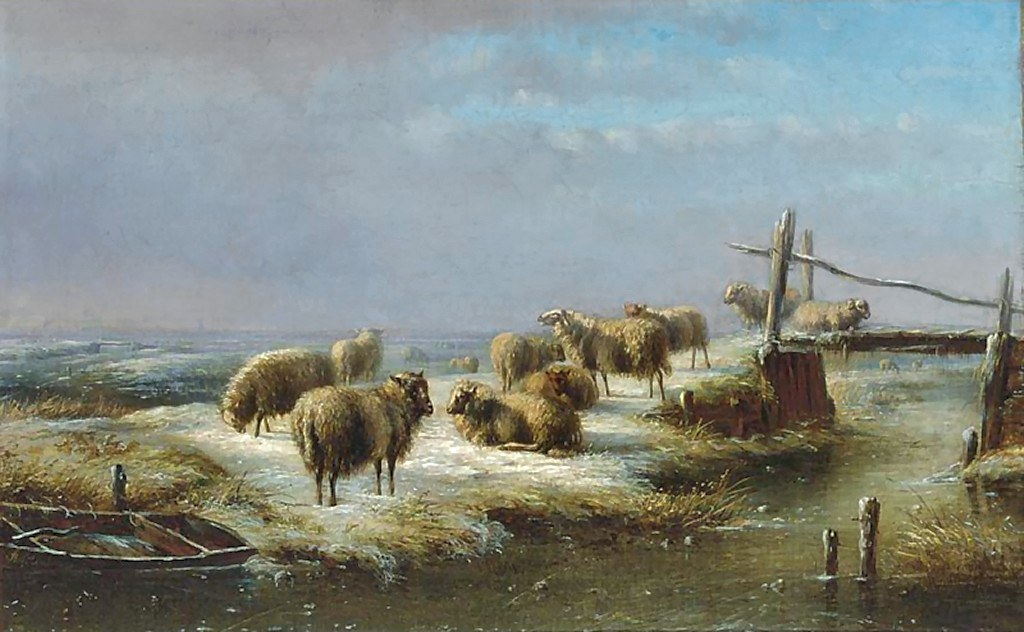
Schapen in een bevroren polder